# Herb gminy Dębowiec (powiat cieszyński)
Herb gminy Dębowiec – jeden z symboli gminy Dębowiec, ustanowiony w kwietniu 1998.

## Wygląd i symbolika
Herb przedstawia na tarczy dzielonej w klin w centralnej części zielony dąb na żółtym tle, a po jego obu stronach na tle niebieskim złote kłosy. Dąb nawiązuje do nazwy gminy, natomiast barwy herbu do regionu (Śląska). 